# Phaidon (Platon)
Phaidon sau Fedon (în greacă veche Φαίδων) este un dialog scris de Platon. Acest dialog a fost socotit uneori, de-a lungul veacurilor, cartea cea mare a umanității.
Phaidon îi povestește lui Echecrates ultima zi a lui Socrate în închisoare și execuția lui. Această narațiune emoționantă servește drept fundal pentru o discuție foarte riguroasă: Socrate încearcă să-și îmbărbăteze prietenii comunicându-le credința sa în nemurirea sufletului și în soarta sa fericită după moarte.

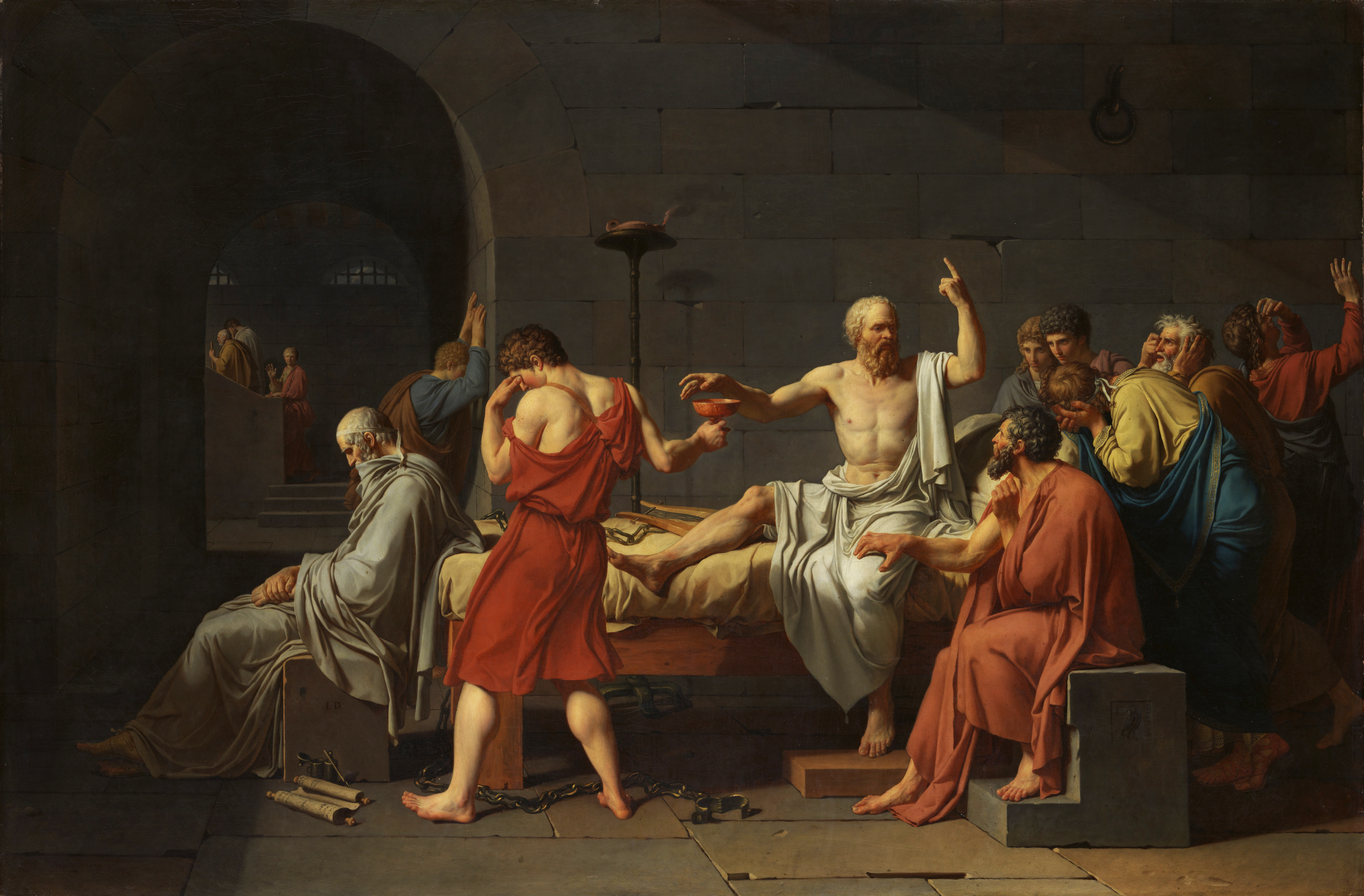
Moartea lui Socrate de Jacques-Louis David, 1787

Dialogul se leagă pornind de la obiecțiile succesive ale celor doi auditori - Cebes și Simmias - care îl obligă pe Socrate să facă o demonstrație riguroasă despre natura nemuritoare a sufletului.

## Teme

### Sufletul este independent de corp
Phaidon reia câteva elemente din teologiile orfică și pitagoreică, ce consideră corpul drept o murdărie pentru suflet, iar moartea drept o purificare. Sufletul poate să se pregătească încă din această viață pentru despărțirea de corp prin practici ascetice și extatice. Pentru Platon, numai gândirea rațională și științifică permite sufletului să scape în totalitate de legăturile corporale.

### Sufletul este indestructibil
Ideea de Viață este incompatibilă cu orice Idee de descompunere și moarte: sufletul, în calitate de principiu al vieții, este prin urmare nemuritor. Acest argument dialectic este un exemplu pentru acele dovezi pe care Aristotel le va califica drept "verbale și găunoase". Însuși Socrate, conștient de insuficiența demonstrației sale, ar vrea să continue discuția, dar este întrerupt de sosirea gardianului însărcinat cu execuția.
Platon a făcut alte demonstrații despre nemurirea sufletului îndeosebi în Republica, Phaidros, Timaios și cartea a X-a din Legile.